# دار نشر جامعة أوكلاهوما
دار نشر جامعة أوكلاهوما (OU Press) هي دار النشر لجامعة أوكلاهوما. تأسست في عام 1929 من قبل الرئيس الخامس لجامعة أوكلاهوما، وليام بينيت بيزيل، وكانت أول مطبعة جامعية يتم إنشاؤها في جنوب غرب الولايات المتحدة. المطبعة واحدة من المطابع الرائدة في المنطقة، وهي معروفة في المقام الأول بعناوينها عن الغرب الأمريكي والأمريكيين الأصليين، على الرغم من أن الصحافة تنشر نصوصًا حول مواضيع أخرى أيضًا، تتراوح من الحياة البرية إلى اللغات القديمة. الأعاصير والطقس القاسي هي نقطة تركيز أخرى. تصدر الصحف حوالي 80 كتابًا كل عام. نقلت لمحة عن مطبعة جامعة أوكلاهوما من 2018 رئيس المطبعة ديفيد بورين قوله: المطبعة هي واحدة من جواهر التاج بجامعة أوكلاهوما."
كانت شركة Arthur H. Clark (التي تأسست عام 1902) طابعة رئيسية للمنشورات المتعلقة بتاريخ الولايات المتحدة الغربية. في يوليو 2006، استحوذت جامعة أوكلاهوما برس على الشركة وانتقلت إلى نورمان، أوكلاهوما، حيث تستمر كصمة.